# Xan das Bolas
Tomás Ares Pena, més conegut com a Xan das Bolas (La Corunya, 30 d'octubre de 1908 - Madrid, 13 d'octubre de 1977) va ser un actor gallec.

## Biografia
Va néixer a La Corunya, fill de Tomás Ares Alonso (1883-1962), de professió, industrial, nascut a Valdespino (Lleó) i d'Ángela Pena Valiño (1888-1938), nascuda a Castro (La Corunya). S'inicia en el teatre en la dècada dels 30 com a humorista i actor de varietats. Finalitzada la guerra civil espanyola, emprèn la seva carrera cinematogràfica amb Salomé (1940).
Els anys següents arriba a consagrar-se com un dels actors secundaris amb una trajectòria més extensa en la història del cinema espanyol. La seva filmografia excedeix els dos-cents títols i va treballar a les ordres d'alguns dels més cineastes més reconeguts com a Florián Rey, Luis Lucia, José Luis Sáenz de Heredia, Juan de Orduña, Luis García Berlanga o Juan Antonio Bardem.
A televisió va treballar a la sèrie Crónicas de un pueblo i va acompanyar Fernando Fernán Gómez a El pícaro (1974).

## Filmografia (selecció)
- La rueda de la vida (1942).
- Éramos siete a la mesa (1942).
- Goyescas (1942).
- hombre que se quiso matar (1942).
- Tuvo la culpa Adán (1944).
- Ella, él y sus millones (1944).
- Botón de ancla (1948).
- Historia de dos aldeas (1951).
- Nadie lo sabrá (1953).
- Malvaloca (1954).
- Historias de la radio (1955).
- ¡Aquí hay petróleo! (1955).
- La cruz de mayo (1955).
- Saeta rubia (1956).
- Las muchachas de azul (1957).
- Fulano y Mengano (1957).
- El hombre que viajaba despacito (1957).
- Faustina (1957).
- Aquellos tiempos del cuplé (1958).
- ¿Dónde vas, Alfonso XII? (1958).
- Historias de Madrid (1958).
- El niño que robó un millón (1960).
- Plácido (1961).
- Aquí están las vicetiples (1961).
- La venganza de Don Mendo (1961).
- Vamos a contar mentiras (1962).
- Los que no fuimos a la guerra (1962).
- La gran familia (1962).
- La verbena de la Paloma (1963).
- El verdugo (1963).
- El turista (1963).
- La chica del gato (1964).
- Los dinamiteros (1964).
- Cotolay (1966).
- Vestida de novia (1966).
- Operación cabaretera (1967).
- ¡Cómo está el servicio! (1968).
- Los que tocan el piano (1968).
- Objetivo bi-ki-ni (1968).
- Amor a todo gas (1968).
- Don Erre que erre  (1970).
- Cuando los niños vienen de Marsella (1974).
- El mejor regalo (1975).
- A la Legión le gustan las mujeres (...y a las mujeres les gusta la Legión) (1976).
- Volvoreta (1976).
- Me siento extraña (1977).
- Fantasmas en la casa (1961).

## Premis
Als Premis del Sindicat Nacional de l'Espectacle de 1973 fou guardonat per la seva actuació de conjunt.